# تومیسلاو پینتر
تومیسلاو پینتر (به کرواتی: Tomislav Pinter) فیلمبردار کروات بود که به خاطر کیفیت هنری کارش و فعالیت پربارش که تقریباً پنج دهه به درازا انجامید، پراهمیت‌ترین فیلمبردار در سینمای کرواسی در نظر گرفته می‌شود.

## گزیده فیلم‌شناسی
- سه (۱۹۶۵)
- کولی‌های خوشبخت هم دیده‌ام (۱۹۶۷)
- جنگ نرتوا (۱۹۶۹)
- دغل‌کار (۱۹۷۱)
- نبرد سوتیسکا (۱۹۷۳)
- رذایل خصوصی، لذت‌های عمومی (۱۹۷۶)
- لیبرتاس (۲۰۰۶)